# Good Hope (Schiff, 1902)
HMS Good Hope war ein Panzerkreuzer der Drake-Klasse der britischen Royal Navy. Sie sollte ursprünglich Africa heißen, wurde aber schon vor ihrem Stapellauf umbenannt. Sie diente in der Royal Navy als Flaggschiff verschiedener Kreuzergeschwader und wurde so auch Flaggschiff der britischen Mittelmeerflotte vom August 1912 bis zu Beginn des Jahres 1913.

Bei Kriegsausbruch 1914 wurde der veraltete Panzerkreuzer aktiviert und zur Nordamerikanischen Station entsandt. Konteradmiral Sir Christopher Cradock wählte sie zum Flaggschiff und lief mit seinem kleinen Geschwader, dem noch die Monmouth, die Glasgow und der Hilfskreuzer Otranto angehörten, dem deutschen Kreuzergeschwader des Admirals Maximilian von Spee entgegen. Am 1. November 1914 traf er bei Coronel vor der chilenischen Küste überraschend auf das versammelte Geschwader Spees. Die HMS Good Hope sank in dem sich entwickelnden Seegefecht bei Coronel mit der gesamten Besatzung auf der Position 36° 59′ S, 73° 49′ W.

## Einsatzgeschichte
HMS Good Hope wurde am 11. September 1899 bei Fairfield Shipbuilding & Engineering in Govan bei Glasgow unter der Baunummer 411 auf Kiel gelegt und sollte später Africa heißen. Am 21. Februar 1901 lief sie als zweiter Kreuzer der Drake-Klasse vom Stapel, da die Kapkolonie inzwischen den Preis des Schiffes zahlen wollte, und wurde am 8. November 1902 in Dienst gestellt. Am 25. November 1902 verließ die Good Hope unter Captain Charles Edward Madden Portsmouth nach Südafrika als Flaggschiff des Befehlshabers der „Cruiser Squadron“, Konteradmiral Sir Wilmot H. Fawkes mit dem britischen Kolonialminister Joseph Chamberlain an Bord, der in Südafrika Probleme nach dem Ende des Zweiten Burenkrieges lösen sollte. Am 26. Dezember 1902 erreichte der Panzerkreuzer Durban. Nach Kohlenübernahme von 1606 ts in Simonstown, begann die Good Hope am 24. Januar 1903 in Kapstadt ihre Rückreise ohne den Minister, übernahm vom 4. bis 6. Februar in São Vicente (Kap Verde) nochmals 1780 ts Kohlen und kehrte mit Aufenthalten in Las Palmas de Gran Canaria (10. bis 13.) und der Ría de Arousa (17.–26. Februar) nach Portland zurück. Chamberlain nutzte später zur Rückkehr nach England ein Postschiff. Auf der Good Hope kam es im Mai 1903 zu einer Kesselexplosion, bei der 6 Mann verletzt wurden, von denen zwei starben.
Die Good Hope wurde 1905 Flaggschiff des Ersten Kreuzer-Geschwaders (1st Cruiser Squadron) der Atlantic Fleet, die noch 1906 an die Channel Fleet abgegeben wurde und der fünf Panzerkreuzer der Devonshire-Klasse (Devonshire, Hampshire, Antrim, Argyll und Roxburgh) angehörten.
1907 nahm das Geschwader mit fünf Schiffen an der Flottenschau an den Hampton Roads anlässlich der 300-Jahr-Feier der Besiedlung der Vereinigten Staaten von England aus teil. Die britischen Schiffe zogen sich frühzeitig zurück, nachdem es Missverständnisse in der Rangordnung der Gäste gab.

1908 tauschten die Schwesterschiffe Good Hope und Drake mit ihren Admiralen und Geschwadern auf Wunsch des Ersten Seelords Fisher die Funktion und die Good Hope wurde Flaggschiff der 2nd Cruiser Squadron bei der Atlantikflotte. Der von Fisher geschätzte Konteradmiral Percy Scott, der sich öffentlich mit seinem Vorgesetzten Beresford stritt, sollte eine Demonstrationsreise mit dem 2. Geschwader nach Südafrika und Südamerika durchführen. Am 8. September 1908, begann diese Reise in Portsmouth, an der neben dem Flaggschiff Good Hope noch die Antrim, Carnarvon und Devonshire teilnahmen. Am 18. September machte das Geschwader den ersten Versorgungsstop in Sao Vicente (Kap Verde), ab dem 5. Oktober kohlte das Geschwader nochmals in der Saldanha Bay und lief am 10. Oktober in Durban ein, wo am folgenden Tag die erste Sitzung der National Convention begann. Die Schiffe konnten besichtigt werden und große Teile der Besatzungen konnten per Zug Besichtigungen in Südafrika durchführen. Am 26. lief das Geschwader dann weiter nach Port Elizabeth, Simonstown und Kapstadt. Von dort lief das Geschwader über St. Helena nach Rio de Janeiro. Am 12. Dezember ankerte das Geschwader vor Montevideo, wo aus entsandten Kohlendampfern die Vorräte aufgefüllt wurden. Auf Wunsch des Präsidenten Uruguays blieb das Geschwader bis Weihnachten vor Montevideo, ehe es über Sao Vicente und Santa Cruz de Tenerife die Heimreise zum Stützpunkt des Geschwaders nach Gibraltar antrat. Scott blieb noch Befehlshaber des Geschwaders während der ersten Manöver vor Tetuan, bevor er am 15. Februar 1909 abgelöst wurde.
Darauf folgte zumeist Routinedienst im Atlantik und im Mittelmeer. Im August 1912 wurde die Good Hope Flaggschiff der Mittelmeerflotte, die auch über den Panzerkreuzer Hampshire, sowie die kleineren Panzerkreuzer Lancaster und Suffolk der Monmouth-Klasse verfügte.
Anfang 1913 wurde sie durch die Schlachtkreuzer Indomitable und Inflexible abgelöst. Durch den Bau der neuen Schlachtkreuzer war die Good Hope veraltet und wurde der Reserveflotte zugewiesen. Sie sollte zu einem Trainingsschiff für Seekadetten hergerichtet werden und Highflyer in dieser Aufgabe ablösen.

### Erster Weltkrieg
Nach dem Ausbruch des Ersten Weltkriegs wurde die Good Hope reaktiviert und mit ihren Schwesterschiffen der 6th Cruiser Squadron zugeteilt. Dieses Geschwader war für die Grand Fleet in Scapa Flow vorgesehen, um dort die aus alten Panzerkreuzern der Monmouth-Klasse bestehende 4th Cruiser Squadron (4. Kreuzergeschwader) zu ersetzen, die zuvor zu der von Konteradmiral Sir Christopher Cradock befehligten Nordamerika- und Westindien-Station geschickt worden waren, um britische Interessen während der mexikanischen Revolution zu wahren.
In der Annahme, dass die in amerikanischen Atlantikhäfen liegenden deutschen Passagierdampfer sich mit in ihren Laderäumen versteckten Geschützen sofort zu Hilfskreuzern umrüsten würden, schickte die Admiralität die Good Hope jedoch sofort zur Verstärkung von Cradocks Geschwader. Das Schiff verließ Portsmouth unter dem Befehl von Captain Philip Francklin am 2. August 1914. Nach der Ankunft in Halifax in Nova Scotia hisste Cradock seine Flagge auf der Good Hope, da sie schneller war als sein bisheriges Flaggschiff Suffolk. Allerdings waren 90 % ihrer Besatzung Reservisten, die noch kaum Gelegenheit gehabt hatten, miteinander und mit dem Schiff vertraut zu werden. Artillerieübungen waren kaum durchgeführt worden.
In den folgenden Wochen fuhr die Good Hope Begleitschutz für britische Schiffe bis nach Pernambuco und den Falklandinseln. Am 22. Oktober 1914 dampfte die Good Hope dann von Port Stanley (Falklandinseln) aus um das Kap Hoorn in den Südpazifik, um sich an der Suche nach Admiral Spees Ostasiengeschwader zu beteiligen.

#### Seegefecht bei Coronel
Am 1. November 1914 traf Cradocks kleines Geschwader – bestehend aus der Good Hope, dem alten Panzerkreuzer Monmouth, dem modernen Kleinen Kreuzer Glasgow und dem Hilfskreuzer Otranto – bei Coronel vor der chilenischen Küste auf Graf Spees Geschwader. Den deutschen Großen Kreuzern Scharnhorst und Gneisenau weit unterlegen und in taktisch ungünstiger Position vor der untergehenden Sonne wurde die Good Hope in dem dann folgenden Seegefecht bei Coronel versenkt. Alle 926 Mann ihrer Besatzung fanden den Tod. Ebenso sank die Monmouth mit ihrer gesamten Besatzung, während die Glasgow und die Otranto entkommen konnten.

## Good Hopeals Namensgeber
Nach seiner Erstbesteigung eines bislang namenlosen Berges in British Columbia schlug R. P. Bishop 1923 vor, ihn nach Christopher Cradocks Flaggschiff Mount Good Hope zu nennen, was im darauffolgenden Jahr amtlich wurde. Auch die Berge im Umkreis erhielten nach und nach Namen aus der Schlacht von Coronel.